# مائوریتزیو آناستازی
مائوریتزیو آناستازی (انگلیسی: Maurizio Anastasi؛ زادهٔ ۱۵ ژانویهٔ ۱۹۷۷) بازیکن فوتبال اهل ایتالیا است.
از باشگاه‌هایی که در آن بازی کرده‌است می‌توان به باشگاه فوتبال آنکونا، باشگاه فوتبال آولینو، باشگاه فوتبال چزنا، و باشگاه فوتبال کاتانیا اشاره کرد.